# Três estudos de Lucian Freud
Três estudos de Lucian Freud é uma pintura a óleo de 1969 do pintor britânico Francis Bacon, arrematada em 12 de novembro de 2013 por 142 milhões de dólares na Christie's da cidade de Nova Iorque. A obra é um tríptico que retrata o pintor Lucian Freud e é considerada uma das mais importantes obras de Bacon. Foi leiloado em novembro de 2013 por 142,4 milhões de dólares, o maior preço alcançado em leilão por uma obra de arte.